# アウエタール
アウエタール (ドイツ語: Auetal) は、ドイツ連邦共和国ニーダーザクセン州シャウムブルク郡の町村（以下、本項では便宜上「町」と記述する）である。

## 地理
アウエタールは、ジュンテル山、ヴェーザー山地、ビュッケベルク（山）の間に位置する。
アウエ川（ビュッケベルガー・アウエ川とも呼ばれる）が、ハッテンドルフ地区に湧出し、町域を流れる。多くの小川を集め、ペータースハーゲンでヴェーザー川に注ぐ。
連邦アウトバーンA2号線が、町域を分断している。

### 自治体の構成
| - アルテンハーゲン - アンテンドルフ - ベルンゼン（ベルンザー・ラントヴェールを含む） - ボルステル - エッシャー - ハッテンドルフ - カトリーンハーゲン - クライン・ホルテンゼン | - ポッゲンハーゲン - ラーデン - ランネンベルク - レーレン - ロルフスハーゲン - ショーホルテンゼン - ヴェスターヴァルト - ヴィールゼン |

## 行政
アウエタールの行政中心はレーレン地区にある。

### 議会
アウエタールの町議会は18議席からなる。

### 紋章
1980年に制定された。これには16枚の葉を持つビュッケベルクとジュンテルを表す2つの丘の間にジュンテルブーヒェ（ヨーロッパブナの仲間）があり、その下にはアウエ川を示す小川が描かれている。16枚の葉は町を構成する16の集落を示している。これらのシンボルは、歴史的なシャウムブルクのイラクサの葉のデザインの中に描かれている。色は緑、赤と銀である。

## 文化と見所

### 博物館
- ハッテンドルフの郷土博物館

### 見所
- ボーデネンゲルン: 古いボーデネンゲルンの水城は1053年に建設され、堀が遺されている。1673年に再建され、ポスト騎士家の居館として使われた。現在は水堀に囲まれた緑地の中にある。
- エッシャー: オランダ風車。
- ハッテンドルフ: 12世紀に建造されたプロテスタント教区教会の聖エリギウス教会。
- カトリーンハーゲン: 13世紀に建造されたルター派の聖カタリーナ教会。
- レーレン: 後期ゴシック様式の教会。
- グート・ニーンフェルト（私邸）
- グート・エルベルゲン
- グート・ヴォルムスタール: 13世紀の古い農場施設で、1632年の破風と泉（ヴェーザールネサンス様式）がある。

## 経済と社会資本

### 公共施設
ロルフスハーゲンには太陽光発電施設を備えた屋外プールゾンネンタールがある。

## 引用
1. ↑  Landesamt für Statistik Niedersachsen, LSN-Online Regionaldatenbank, Tabelle A100001G: Fortschreibung des Bevölkerungsstandes, Stand 31. Dezember 2023